# Shrewsbury St Alkmund
Shrewsbury St Alkmund var en civil parish fram till 1934 då den blev en del av Pimhill, Shrewsbury, Uffington och Albrighton i grevskapet Shropshire, i England. Civil parish hade 1 811 invånare år 1931.